# Марганец (город)
Ма́рганец (укр. Марганець) — город в Никопольском районе Днепропетровской области Украины, административный центр Марганецкой городской общины. До 2020 года был городом областного подчинения и составлял Марганецкий городской совет, в который также входили посёлок городского типа Марьевка и село Максимовка.

## Географическое положение
Город Марганец находится в месте впадения рек Томаковка и Ревун, выше по течению Днепра на расстоянии в 3 км расположено село Ильинка, ниже по течению примыкает пгт Червоногригоровка. Реки Томаковка и Ревун в этом месте извилистые, образует лиманы и старицы, на них сделано несколько запруд. Через город проходят автомобильные дороги Н-23, Т-0435) и железная дорога, станция Марганец.

## История
Миллионы лет назад на месте современного Марганца было море, подтверждением этого служат находки горняков. При вскрытии пластов земли во время добычи руды были найдены кости китов, других морских животных, всевозможные морские ракушки, которые уже не водятся в современных морях. Именно отложения морского дна на основе гранитных пластов и спровоцировали образование марганцевой руды.
Более 2500 лет тому назад эта территория была центром Скифии и входила в состав священной скифской земли Геррос. На левом берегу Борисфена (Днепра) находилась столица Скифии. До сих пор сохранились скифские курганы, которые использовались казаками как ориентиры на местности.
Именно на месте современного Марганца образовалась первая Запорожская Сечь. Располагалась она на острове Томаковка (часть острова сейчас затоплена Каховским водохранилищем, а часть сохранилась, она находится между рекой Томаковкой и водохранилищем в районе Острова). Остров имел ещё несколько названий: Буцкий, Днепровский, Городище, Остров. Занимал площадь около 300 га. Его омывали речки Бугай, Русло, Ревун. Томаковская Сечь образовалась в 40—60-х годах XVI века и существовала до 1593 года.
Это место считалось одной из лучших крепостей на Днепре.
Запорожские казаки под руководством Ивана Подковы боролись против турецкого притеснения в Молдавии. Также остров был базой казацко-крестьянского восстания под руководством Криштофа Косинского (1591—1593). В последний период восстания, когда казаки штурмовали Киев, татары напали на Томаковскую Сечь. После героической обороны казакам всё-таки пришлось оставить остров. Ночью они вышли на лодках из окружения и перебрались на остров Базавлук. По преданию, перед нападением татар казаки зарыли на острове свою казну — слиток золота в виде коня.
Также на острове Томаковка 12 или 15 декабря 1647 года побывал Богдан Хмельницкий с сыном Тимофеем и отрядом единомышленников, где собрал и сконцентрировал повстанческие силы для освободительной борьбы украинского народа 1648—1654 годов. Отсюда он в январе 1648 года напал на Никитинскую Сечь, где разгромил польский гарнизон и взял власть в свои руки.
Атаман Иван Сирко тоже связан с марганецкой землёй. Прославился кошевой атаман тем, что не проиграл ни одной битвы. Он изображён на картине Ильи Репина «Письмо запорожцев турецкому султану». Похоронен Иван Сирко в селе Капуловка, недалеко от Марганца.
В 1880 году житель села Городище копал колодец и нашёл необычную чёрную землю (впоследствии он узнал, что это руда марганца). Сообщение об этом факте заинтересовало специалистов Департамента Геологического комитета государственного Горного департамента Российской империи.
Летом 1883 года посланный для исследования указанной местности, геолог Валериан Александрович Домгер, находит в долине речки Солёной большие залежи марганцевой руды. Таким образом, он открыл самое большое в мире месторождение марганца. В 1886 году открывается первая шахта по добыче руды, а в 1910 году предприятие становится самым крупным поставщиком руды на мировой рынок.
В 1926 году село Городище переименовывается в Коминтерн, а в 1938 году, когда в состав села входит ещё несколько населённых пунктов, он приобретает статус города и получает название Марганец.
В 1941—1944 годах город находится в фашистской оккупации. В городе и окрестностях велась партизанская война. Рядом с Вечным огнём в здании бывшей детской поликлиники располагалось Гестапо, где были замучены и убиты сотни людей, тела которых скидывали рядом с домом в яму (сейчас на этом месте братская могила в виде мемориала с Вечным огнём), а через дорогу в здании музыкальной школы было казино.
В 1950-х годах часть острова Томаковка и близлежащих сёл, плодородных земель и таинственных пещер были затоплены Каховским водохранилищем, уничтожив много исторических ценностей и изменив климат региона.
В 1970 году на левом берегу Днепра началось строительство Запорожской ГРЭС, а в 1979 году Запорожской АЭС, что серьёзно сказалось на экологии Марганца и прилегающих районов. Обе станции можно увидеть невооружённым глазом, стоя на берегу Каховского водохранилища со стороны Марганца.
С 1991 года (после развала СССР) Марганец переживает не лучшие времена. Прекратили своё существование лентоткацкая фабрика, мебельная фабрика, цветочное хозяйство, пять детских дошкольных учреждений и многое другое. Не в полную силу работают рудоремонтный завод, швейная фабрика и МГОК. Это привело к серьёзной нехватке рабочих мест.
Прекратилось строительство многоэтажных домов. Одно из недостроенных зданий до сих пор стоит в центре района Ворошиловка.

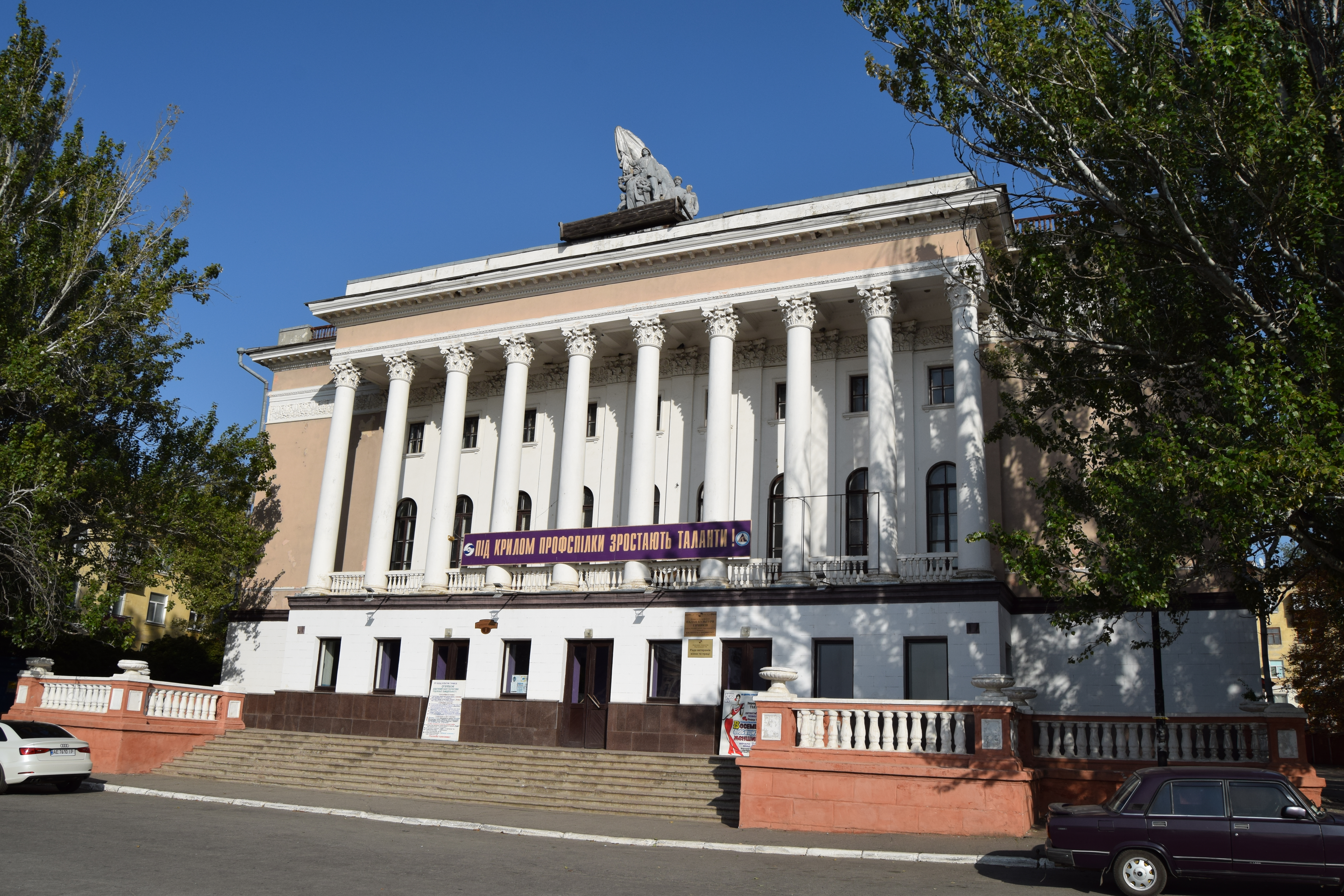
Дворец культуры горняков на площади Горняцкой славы

28 июня 2009 года на берегу Каховского водохранилища гражданином армянской национальности был убит милиционер, что вызвало погромы армянских автомобилей. Убийца задержан и арестован. На похороны милиционера Сергея Бондаренко собралось значительное количество горожан. 5 августа 2009 года была открыта мемориальная доска, посвящённая погибшему, расположенная на здании спортивного комплекса «Надежда», где занимался убитый.
12 октября 2010 в городе Марганце произошла ещё одна трагедия. В 9:00 на железнодорожном переезде столкнулись льготный маршрутный автобус и локомотив. В результате столкновения погибли 45 из 53 человек, находившихся в автобусе. Это происшествие стало самым крупным за всю историю Украины.

## Население
По данным переписи 2001 года, украинцы составляли 77,46 % населения Марганца, русские — 19,85 %.

### Языковой состав
Родной язык населения по данным переписи 2001 года:
| Язык       | Численность, чел. | Доля     |
| ---------- | ----------------- | -------- |
| Украинский | 35 503            | 71,81 %  |
| Русский    | 13 350            | 27,00 %  |
| Другое     | 585               | 1,19 %   |
| Итого      | 49 438            | 100,00 % |

Украинский язык является единственным официальным языком Марганца.
Вторжение России на Украину спровоцировало новую волну украинизации в городе, всё больше людей предпочитают говорить на украинском языке.
По данным Государственной службы статистики Украины в 2024/25 учебном году все 304 080 учащихся в учреждениях общего среднего образования в Днепропетровской области обучались в украиноязычных классах.

## Растительный мир
В пределах городской черты имеется 2050 га зеленых насаждений, в том числе общего пользования 109 га /парки 50 га, скверы 6 га, лесопарки 53 га; насаждения ограниченного пользования на территории предприятий 1184 га; насаждения специального назначения 115,6 га. Обеспеченность зелеными насаждениями в расчете на одного жителя города составляет в пределах городской черты 372,7 м², в том числе общего пользования 19,8 м². На землях лесничества имеется 895 га зеленых насаждений, в том числе покрыто лесом 625 га. Марганецким лесничеством за 1985—1996 годы проведено облесение на землях Гослесфонда 248,8 га. Также территориально к Марганцу относятся одно заповедное урочище, расположенное в Марганецком лесничестве — Белые тополя, занимающие площадь 1 га.

## Водные ресурсы, их состояние и использование
Источником водоснабжения город Марганец является Каховское водохранилище. Забор свежей воды производится с помощью водозаборных сооружений, принадлежащих ПУВКХ г. Марганец. В 1996 году забрано из водохранилища 14420 тыс. м³ свежей воды, очищено до питьевого качества — 13920 тыс. м³.
Очистные сооружения биологической очистки также эксплуатирует ПУВКХа. Сброс сточных вод осуществляется в реку Томаковка. В 1996 году сброшено 5430 тыс. м³ недостаточно-очищенных сточных вод. Очистные сооружения биологической очистки введены в эксплуатацию в 1979 году.

## Промышленность
Административно городу подчинён Марганецкий горно-обогатительный комбинат, занимающийся добычей и переработкой марганцевых руд, балансовые запасы которой составляют 107 041 тысяч тонн. Добыча марганцевой руды за предыдущие годы составила: 1990 г. — 6651,2 тыс. тонн, 1991 г. — 5877,3 тыс. тонн, 1992 г. — 4998,1 тыс. тонн, 1993 — 3503 тыс. тонн, 1994—2473,5 тыс. тонн, 1995 г. — 2406 тыс. тонн, 1996 г. — 2361.2 тыс. тонн.
- Добыча и обогащение марганцевых руд (Никопольский марганцеворудный бассейн).
- Предприятия лёгкой промышленности.
- Марганецкий рудоремонтный завод.
- Марганецкая кондитерская фабрика.

## Телекоммуникации
Марганец, по сравнению с другими схожими городами, намного дальше продвинулся в сфере телекоммуникационных услуг. В основном это заслуга местного интернет-провайдера СТком, который проложив собственные оптоволоконные линии, обеспечил марганчанам стабильный доступ в Интернет, практически в любой точке города. Сейчас в г. Марганец можно подключить такие услуги, как скоростной Интернет, Кабельное ТВ и Цифровое ТВ (IPTV).
Фиксированная телефонная (проводная) связь. Оператором фиксированной связи в городе является: ПАТ «Укртелеком».
Подвижная сотовая связь. Услуги сотовой связи в сетях 2G (GSM) и 3G (CDMA) предоставляют операторы: ОАО «Мобильные ТелеСистемы» (МТС), Vimpelcom Ltd (Киевстар), ООО «Астелит» (life), а также «Телесистемы Украины» (PEOPLEnet). Качество сигнала 3G сетей, из-за специфической географической расположенности города, крайне нестабильно, что очень заметно в частном секторе.
Деятельность в сфере радиовещания и телевидения выполняют телерадиокомпании: МСТ и МгокТВ.
Услуги цифрового телевидения (IPTV) в г. Марганец предоставляет интернет-провайдер СТком, при поддержке ООО «Украинская Телекоммуникационная группа», под брендом Prosto.

## Культура
В городе работает школа искусств (бывшая музыкальная школа), клуб «Днепр», историко-краеведческий музей, библиотеки Марганецкой городской централизованной библиотечной системы.
В клубе «Днепр» (бывший кинотеатр) работают 9 любительских коллективов разных направлений. Создана ассоциация мастеров народно-прикладного искусства различных жанров. Марганчане разного возраста посещают вокальные коллективы «Мелодика» и «Золотая осень». На базе клуба работает народный театр «ВИЗ и Ко», хореографический класс «Пульс», изостудия «Палитра». С 2015 года в клубе начал свою работу фотокружок. (Информация по состоянию на 2015 год)
29 апреля 1969 в городе гостеприимно открыл свои двери марганчан и гостям города Марганецкий городской историко-краеведческий музей и по сей день радостно встречает своих посетителей. С июня 1971 он имеет звание «Народный». Расположенный на первом этаже жилого дома в центре города по адресу: ул. Советская, 76 (телефон для справок: (05665) 2-35-16). Занимает площадь — 194 кв. м.

Марганец, площадь Горняцкой славы, 2014 год

Собрание музея насчитывает около 6000 единиц хранения по истории, археологии, этнографии, природы края, о начале добычи руды в Марганце. Это археологические, бытовые (этнографические) вещи, материалы, связанные с горно-обогатительным комбинатом, Героями Социалистического Труда, Героями Советского Союза, а также вещи многих марганчан, принимавших участие в Великой Отечественной войне и восстановлении города. В музее хранятся личные вещи Героя Советского Союза Киселенко Петра Евдокимовича и фотографии Героя Советского Союза Фокина Андрея Петровича. Музей хранит документы и материалы, связанные с периодом оккупации населения в годы Второй мировой войны (деньги, фото, аусвайсы, личные вещи партизан), предметы по геологии и палеонтологии, шахтёрской жизни 1930—1950-хх годов прошлого века. Музей проводит большую работу по охране, исследованию и популяризации знаний о памятниках истории, археологии и архитектуры.
В Марганецкую городскую ЦБС входят 4 библиотеки (центральная городская библиотека им. Н. Островского, городская библиотека для детей, библиотека-филиал № 1 в с. Городище и библиотека-филиал № 2), которые обслуживают в год около 11 тысяч пользователей. Веб-сайт ЦГБ им. М.Островского, виртуальную газету «Марганец библиотечный» в 2014 г. посетило около 14 тысяч человек. Библиотечный фонд ЦБС составляет 126675 документов (по состоянию на 2015 год). В 3-х библиотеках ежедневно работают Интернет-центры свободного бесплатного доступа к Интернету. Библиотеки сегодня достойно выполняют свою миссию — обеспечивать каждому человеку свободный доступ к информации и знаниям. Главными функциями библиотек сегодня является информационная и образовательная. Библиотекари популяризируют чтение в общине, работают по патриотическому, нравственному и эстетическому воспитанию марганчан, профориентации молодежи, учат компьютерной грамотности всех желающих. Развивают интерактивные формы чтения. На базе библиотек ЦБС работают 5 клубов по интересам. Библиотеки участвуют в проведении мероприятий за пределами библиотеки. Коллектив библиотеки им. Н. Островского был неоднократно награждён грамотами и дипломами. (Информация по состоянию на 2015 год)
При Марганецкой центральной городской библиотеке им. Н. Островского уже много лет действует Марганецкое городское литературное объединение «Вера» (бывшая поэтическая студия «Боян»), в состав которого входят литераторы, талантливые марганчане.

## Достопримечательности
- Историко-краеведческий музей
- Мемориал «Вечный огонь»
- Парк «МГОК» (бывш. им. Н.А.Островского)
- Сквер им. Т. Г. Шевченко
- Сквер Победы
- Парк рудоремонтного завода
- Стадион центральный (бывший - им. Ленина)
- Love-парк
- Марьевская верба[8]
- Музей украинской старины под открытым небом[9]